# Pelota segoviana

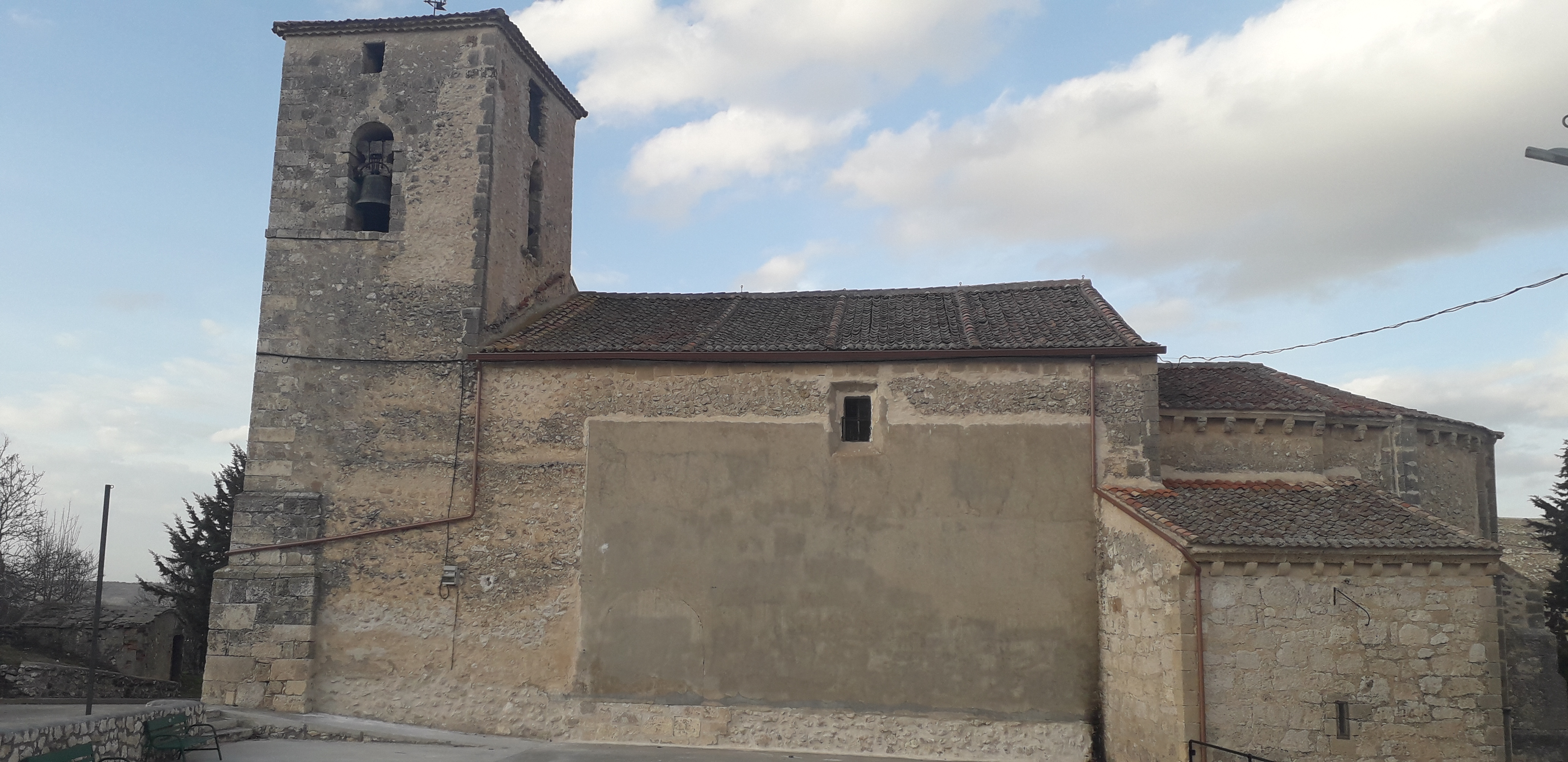
Iglesia de San Andrés de Pecharromán, utilizada también como frontón de Pelota Segoviana

La pelota segoviana es un antiguo deporte originario de la provincia de Segovia en España.

## Historia
En Segovia, al cruzarse diversas cañadas reales, fue un importante punto de encuentro de los diferentes pueblos de la península, motivo del origen de este deporte, muy relacionado con otros juegos de pelota, como la pelota valenciana o la pelota vasca. Se encuentra extendido por el territorio provincial actual y el histórico, como la vertiente sureste de la Sierra de Guadarrama, el norte de Cuéllar o el entorno de Íscar.
Surgió como una actividad lúdica y deportiva, no competitiva, clave en sus orígenes para la preparación física de caballeros para la guerra.
Existe tradición oral de la práctica de este deporte desde la Reconquista cuando destaca la leyenda de la colocación de los picos de la Casa de los Picos para evitar su uso como frontón.Otros ejemplo reconocido de construcciones usadas populares para este deporte es la Iglesia de la Inmaculada Concepción de Trescasas.
La práctica gozó de popularidad hasta finales del siglo XIX cuando comenzaría a flaquear, en este momento se derribaría (el 15 de febrero de 1888) la reconocida Cancha o trinqute de Segovia, ya muy desgastada, ubicada a los pies de la muralla en Calle de San Millán, en la subida al Paseo del Salón de Isabel II.
Tras la Guerra Civil comenzaría una acuciante decadencia, aunque es en el momento del inicio de la Transición cuando se sumió en un casi eclipse casi total. En la actualidad, múltiples iniciativas de construcción abundante de frontones y trinquetes en la región han puesto en el mapa a este deporte, aunque en muchos casos con reglas poco definidas y sin conocer su identidad histórica imitando a modalidades foráneas.Un ejemplo de este renacimiento contemporáneo es el Club Pelota Vallelado, en el municipio homónimo.